# Salio
 Salio  (lat. Salius) è un personaggio dell'Eneide, menzionato nei libri quinto e decimo.

## Il mito

### Le origini
Nativo dell'Acarnania, Salio si trasferisce ancora fanciullo presso il re di Segesta, Aceste. Queste vicende sono anteriori all'arrivo di Enea in Sicilia: quando il profugo troiano vi sbarca, Salio è ormai un giovane dal fisico prestante.

### La gara di corsa
Nel libro quinto del poema virgiliano, Enea organizza a Erice i giochi funebri in onore del defunto padre Anchise. Alla gara di corsa prende parte anche Salio: per buona parte della competizione è secondo dietro a Niso e davanti a Eurialo, finché Niso scivola malamente sul sangue sacrificale. Salio potrebbe a questo punto vincere la gara, ma viene sgambettato da Niso, che fa vincere così il giovinetto Eurialo (Eurialo e Niso sono legati da una tenera amicizia). Salio protesta con Enea, che dichiara tuttavia vincitore Eurialo, assegnando comunque al giovane acarnano come premio di consolazione la pelle di un leone.

### La morte in guerra
Salio non sembra affatto portar rancore verso Enea per il suo discutibile verdetto: alla partenza dell'eroe troiano per il Lazio egli addirittura si unisce ai suoi uomini, poiché poi riappare nel libro decimo durante la guerra latina, menzionato anche tra i combattenti più valorosi. Il giovane infatti ammazza il nemico Tronio, venendo però ucciso subito dopo da un altro italico di nome Nealce, che lo centra con una freccia.

## Omaggi
- A Salio è dedicato uno dei crateri di Dione, satellite di Saturno.

### Fonti
- Virgilio, Eneide, libri V e X.